# Кемпа-Кольонія
Кемпа-Кольонія (пол. Kępa-Kolonia) — село в Польщі, у гміні Божехув Люблінського повіту Люблінського воєводства.
Населення — 330 осіб (2011).
У 1975-1998 роках село належало до Люблінського воєводства.

## Демографія
Демографічна структура станом на 31 березня 2011 року:
|          | Загалом | Допрацездатний вік | Працездатний вік | Постпрацездатний вік |
| -------- | ------- | ------------------ | ---------------- | -------------------- |
| Чоловіки | 170     | 42                 | 114              | 14                   |
| Жінки    | 160     | 33                 | 91               | 36                   |
| Разом    | 330     | 75                 | 205              | 50                   |